# Večer duhovne poezije u Perušiću
Večer duhovne poezije je hrvatska pjesnička manifestacija koja se održava u Perušiću Benkovačkom. 

Održava se od 2009. godine svake godine. Organizaciji pridonose župljani i župnik don Tomislav Dubinko. Susret je počinje u dvorišnom prostoru stare crkve sv. Jure, a ispred nove crkve Velike Gospe u Perušiću. Povod je ove manifestacije blagdan Blažene Djevice Marije koji se u ovoj župi slavi u Perušiću.
Organizator ove tradicionalne pjesničke manifestacije duhovnog pjesništva na kojoj sudjeluju pjesnici iz Hrvatske i Bosne i Hercegovine je Župa Perušić i Mjesna zajednica Perušić, dok je njezin idejni pokretač Branko Antunović. Kao pokrovitelj pojavljuje se Turistička zajednica grada Benkovca.

## Sudionici
- 2009.:
- 2010.:
- 2011.: Zvonko Čulina, Slavko Klapan (Ćave), Fabijan Lovrić, Silvija Perović, Kristina Zubčić, Branko Antunović, Anka Birkić. Glazbenu pratnju na gitari odsvirao je Dominik Šikić. Program je vodio Mijo Brkić s Radio Benkovca.[1]
- 2012.:
- 2013.: Anita Martinac, Ružica Soldo, Anto Zirdum, Fabijan Lovrić, Lidija Leskur, Nikola Marinović,Branko Antunović, Damir Trogrlić.
- 2014.: Anka Birkić, Mladen Baraba, Jadranko Gizdić, Blaženka Jurić, Lidija Leskur, Tihomir Ravlić, Jela Skazlić, Maja Tomas, Kristina Zubčić, Branko Antunović, Fabijan Lovrić.
- 2015.: Branko Antunović, Tomislav Marijan Bilosnić, Marija Cvitanić, Nikola Marinović, Jadranko Gizdić, Fabijan Lovrić, Sanja Pezo, Melani Strinić, Jela Skazlić, Damir Trogrlić, Đuro Vidmarović i don Jure Zubović. Večer je vodio Mihovil Mijo Brkić.[2]
- 2016. Slavica Pažanin, Branko Andtunović, Ive Baković, Tomislav Marijan Bilosnić, Majda Fradelić, Jadranko Gizdić, Marela Jerkić Jakovljević, Slavko Klapan, Fabijan Lovrić, Lidija Leskur, Anita Martinac, Nikola Mainović, Slavica Maričić, Mile Marić, Silvija Perović, Jela Skazić, Don Jure Zubović, Kristina Zubčić.
- 2017. Anka Birkić, Mladen Baraba, Branko Antunović, Jasnica Firšt, Jadranko Gizdić, Marela Jerkić Jakovljević, Ljubica Katić, Fabijan Lovrić, Nikola Marinović, Mile Marić, Slavica Marinčić, Andrea Malta, Anita Martinac, Silvija Perović, Ivanka Vlajkov, Ljubica Rogulj, Jela Skazić, Vera Stanić, don Jure Zubović. Moderatorica programa bila je Anita Martinac.
- 2018. Petra Antunović, Branko Antunović, Anka Birkić, Zvonko Čulina, Jasnica Firšt, Zlatka Franković, Jadranko Gizdić, Ivan Golub, Ljiljanka Grgić, Marela Jerkić jakovljević, Fabijan Lovrić, Anđa Luburić, Kristina Lukenda, Andrea Malta, Slavica Marinčić, Mile Marić, Anita Marinac, Slavica Pažanin, Ljubica Rogulj, Jela Skazić, Antun Tamarun, Vesna Ujević, Đuro Vidmarović, don. Jure Zubivić.